# エティエンヌ＝ガスパール・ロベール
ロベルトソン(Robertson)の別名で知られるエティエンヌ＝ガスパール・ロベール（Étienne-Gaspard Robert、1763年6月15日 - 1837年7月2日）は、フランスの物理学者、奇術師である。「ファンタスマゴリー」（ファンタスマゴリア）と呼ばれる幻灯機ショーを開発して人気を博し、チャールズ・ディケンズに「高潔で教養のあるショーマン」と評された。幻灯機の投影技術に関する先駆的な研究を行うだけでなく、物理学の講師も務めており、また、航空技術の黎明期における熱心な気球乗りでもあった。

## 若年期と初期の活動
ロベールはリエージュ司教領（現 ベルギー領）の首都リエージュで生まれた。ルーヴェンで学び、光学を専門とする物理学の教授となった。1791年にフランス・パリに渡り、画家・製図技師となった。パリでは、コレージュ・ド・フランスで自然科学の講義を受けた。水素気球を開発した物理学者のジャック・シャルルの講義も受けており、後にロベールはシャルルの弟子になった。
フランス革命中の1796年、ロベールはフランス政府に対し、巨大な凹面鏡を使って、フランスが交戦中のイギリス海軍の船に太陽光を当てて火をつける方法を提案したが、政府はロベールの提案を却下した。
ロベールは物理学の様々な分野について研究を行い、18世紀末から19世紀初頭にかけて、ガルヴァーニ電気や光学に関する自身の研究についての公開実験を行った。

## ファンタスマゴリー

### フィリドールのショーからのインスピレーション
ロベールは、1792年から1793年にかけてパリで開かれていたポール・フィリドールによる「ファンタスマゴリー」(Phantasmagorie)ショーを見ていたものとみられる。それまで、霊能者と称するシャーラタン（いかさま師）が行っていた幽霊の投影を、フィリドールは安全だが怖いショーに昇華させ、「ファンタスマゴリー」として1790年にウィーンで初めて上演した。フィリドールは、シャーラタンがどのようにして観客を騙していたかを明らかにし、「幽霊の投影」の概念を根本から覆した。フィリドールはパリで半年間公演した後フランスを去った。
光学の知識のあったロベールには、フィリドールが幽霊を投影していた幻灯機の仕組みを解明するのは容易だった。その数年後、自身の光学の技術と絵画の才能を組み合わせ、フィリドールのショーをさらに進化させた幽霊ショーを独自に開発した。そのときにはフランスにおいてフィリドールは消息不明となっており（ヨーロッパの他の都市で公演を行っていたが）、ロベールはフィリドールから訴えられることはないだろうと考えて、ショーの名前は綴りを少し変更しただけの"Fantasmagorie"とした。

### ファントスコープ
ロベールは17世紀の学者アタナシウス・キルヒャーの著書を読み、特に幻灯機に興味を持った。ロベールはキルヒャーの装置に改良を加えた。レンズを調整可能にし、車輪をつけて移動可能にすることで、投影される画像の大きさを変化できるようにした。また、ガラスのスライダーを複数枚使って、異なる画像を重ねて投影できるようにした。これにより、ぼかしの効果を加えて、より幽霊のように見せることが可能になった。1799年、ロベールは「車輪付きの幻灯機」の特許を取得し、「ファントスコープ」(Fantoscope)と名付けた。

### ショー
ロベールは、独自の映写システムとその他の技術や効果を用いたファンタスマゴリー・ショーを開発した。幻灯機による投影だけでなく、俳優や腹話術師による演技のシーンの台本も書き、幽霊の出現に説得力を持たせた。背面投影（スクリーンの裏側からの投影）や蝋を塗ったガーゼをスクリーンにしての投影（これにより映像が半透明に見える）など、様々な工夫を取り入れた。また、鏡やスモークを用いて幻灯機などが観客から見えないようにした。ロベールの絵画の才能により、ジャン＝ポール・マラー、ヴォルテール、ジャン＝ジャック・ルソーなどのフランス革命の英雄の姿を正確に描き出すことができた。
1798年1月23日、ロベールはパヴィヨン・ド・レシキエ(Pavillon de l'Echiquier)で初めてショーを行った。ロベールのカリスマとそれまで見たこともない視覚効果により、観客は本物の幽霊を見たかのように感じ、とてつもない恐怖に襲われた。
当局の捜査が入ったことにより、パリでの公演は打ち切られた。ロベールはボルドーに移って公演を行い、数週間後にパリに戻ってきた。ボルドーへの移動の際にロベールは初めて気球に乗り、この経験が後の人生に大きな影響を与えることになる。パリに戻ってくると、自分のアシスタントだった人物が、ロベール抜きで勝手に公演を続けていた。ロベールは、ショーの内容を改良し、1799年1月3日より、常設の会場でパリでの公演を再開した。そこはヴァンドーム広場の近くにある1606年に建てられたカプシーヌ修道院で、壊れかけたゴシック様式の建物が、幽霊ショーの不気味な雰囲気を盛り上げた。
ロベールのショーは、観客が客席に向かうまでの間の通路の錯視やトロンプ・ルイユ（だまし絵）を見る所から始まる。蝋燭が灯された部屋で、風や雷の音を模した効果音や、アルモニカによる不気味な音楽が演奏されている中、観客は客席に着く。最初に「ロベルトソン」と自称するロベール本人が現れ、死や死後の世界について語る。その後に、硫酸と硝酸を混ぜて作った煙を出し、幻灯機による幽霊の投影が始まる。
カプシーヌ修道院での上演は4年間行われた。その後ロベールは、ロシア、スペイン、アメリカなど世界各地でこの公演を行った。公演旅行の間、ロベールはしばしば気球に乗っていた。

## 気球

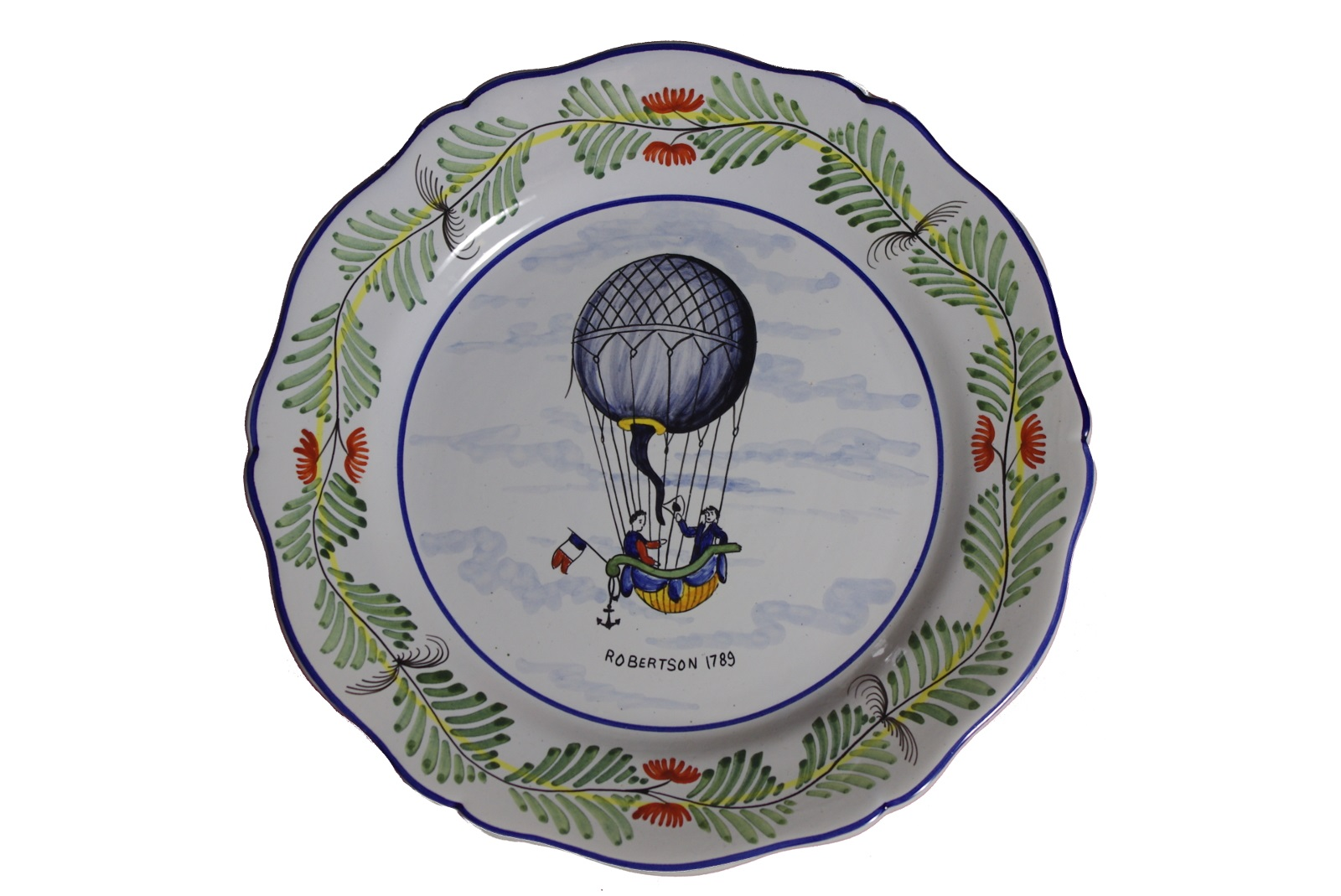
ロベールによる気球飛行を記念したプレート（1789年）

ロベールは熱心な気球乗りでもあり、世界各地で気球に乗った。1803年7月18日、ハンブルクで、モンゴルフィエ兄弟による気球の最高高度記録を塗り替えた。
ロベールは、気球による飛行の大半を気象学などの科学の研究のために行った。ロベールは上空で、気圧と気温の測定、雲の形とその高度の記録、高度によるパラシュートの挙動の違いの調査、ジエチルエーテルの蒸発、様々な物質や空気の電気的性質、磁針の挙動、高高度における水の沸騰、音の伝搬、動物（ハトとチョウ）に与える影響、太陽放射の強さ、太陽スペクトル、重力特性、空気の化学組成などの調査を行った。
しかし、その結果を精査すると、多くは当時すでに知られていた物理学の法則と矛盾していた。L・W・ギルバートは、ロベールが物理学の学術雑誌『アナーレン・デア・フィジーク』で発表した結果について、ロベールの観測結果と物理法則の矛盾について論じた。例えば、ロベールは、重りをつけたバネ秤は、地上よりも高度に比例して小さい値を示すと主張した。実際には、そのような効果が現れるのは高度2万メートルを超えたときであり、気球が到達できる高度では起こらない。
1806年、コペンハーゲンのローゼンボー城で気球の展示飛行を行い、デンマーク王族を含む5万人が見学した。ロベールはコペンハーゲンからロスキレまで飛行したが、これは当時としては記録的なものだった。この様子を、デンマークの有力な物理学者のハンス・クリスティアン・エルステッドも見学しており、この飛行に関する詩を書き残している。

## 死去

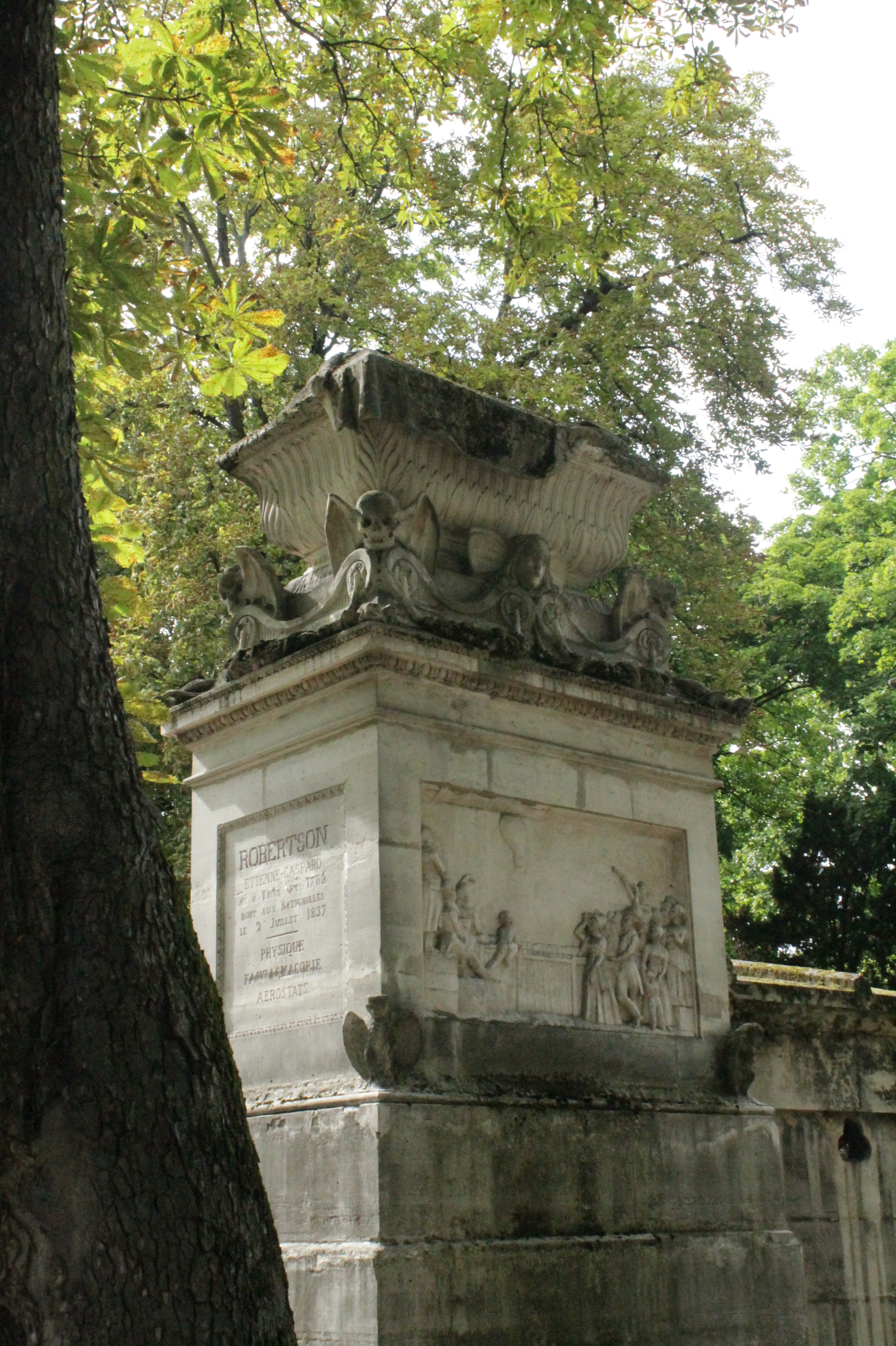
ロベールの墓石

ロベールは1837年7月2日にパリで死去した。遺体はペール・ラシェーズ墓地に埋葬された。巨大な墓石には、ファンタスマゴリーの幽霊と、それを見て驚く観客を描いた彫刻が刻まれている。

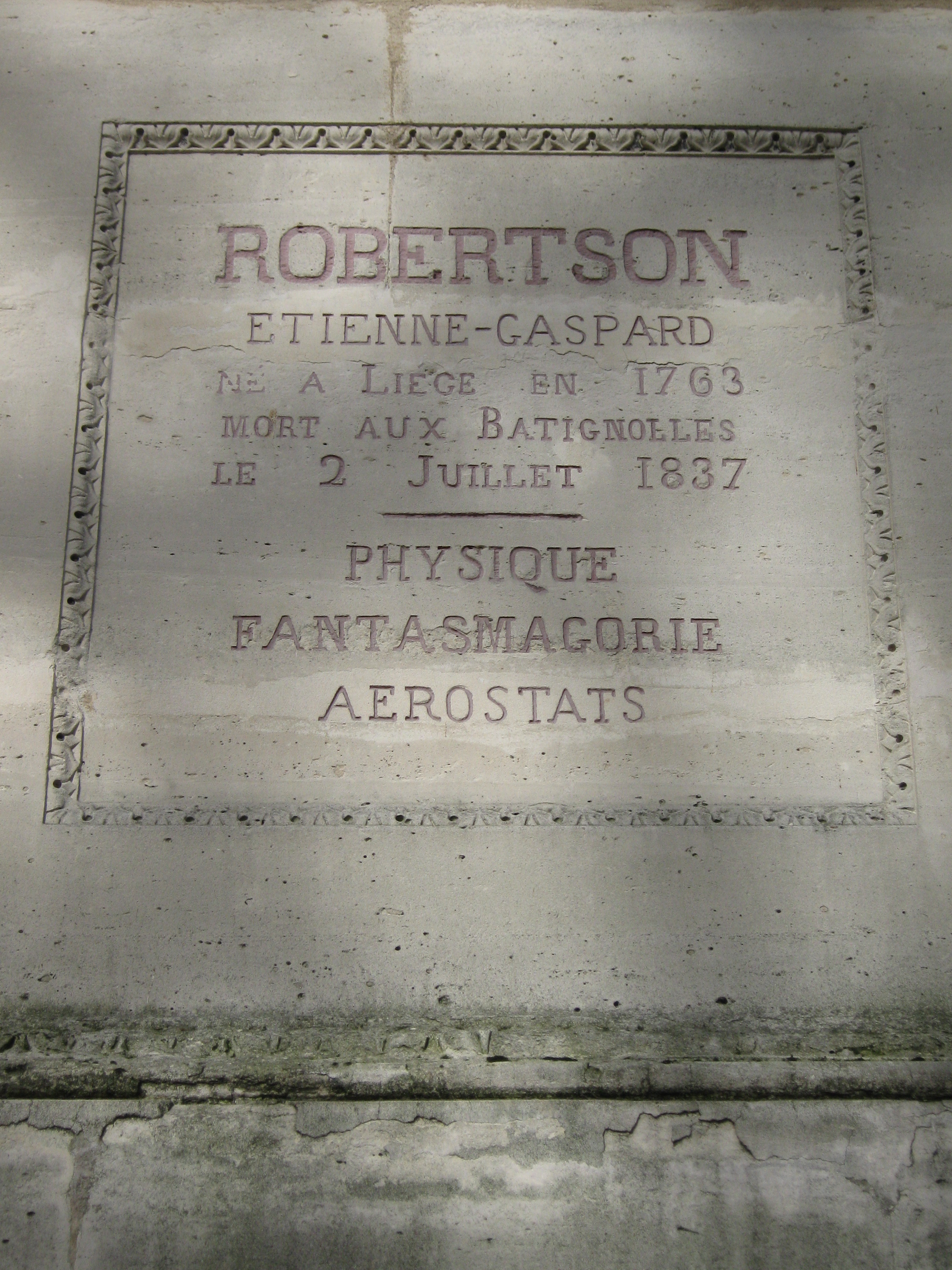
ロベールの墓碑。「ロベルトソン」と書かれている。
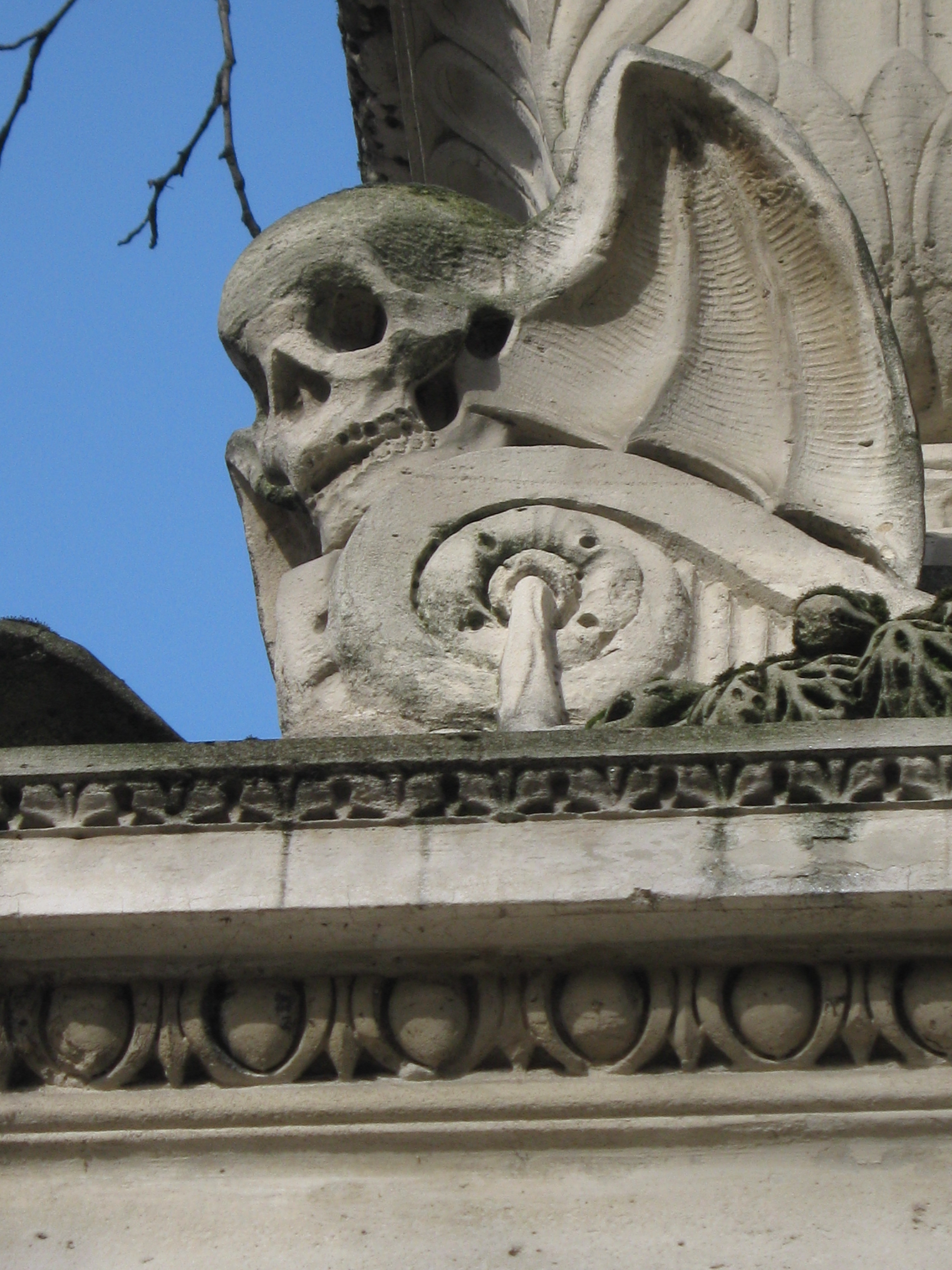
ロベールの墓石の一部
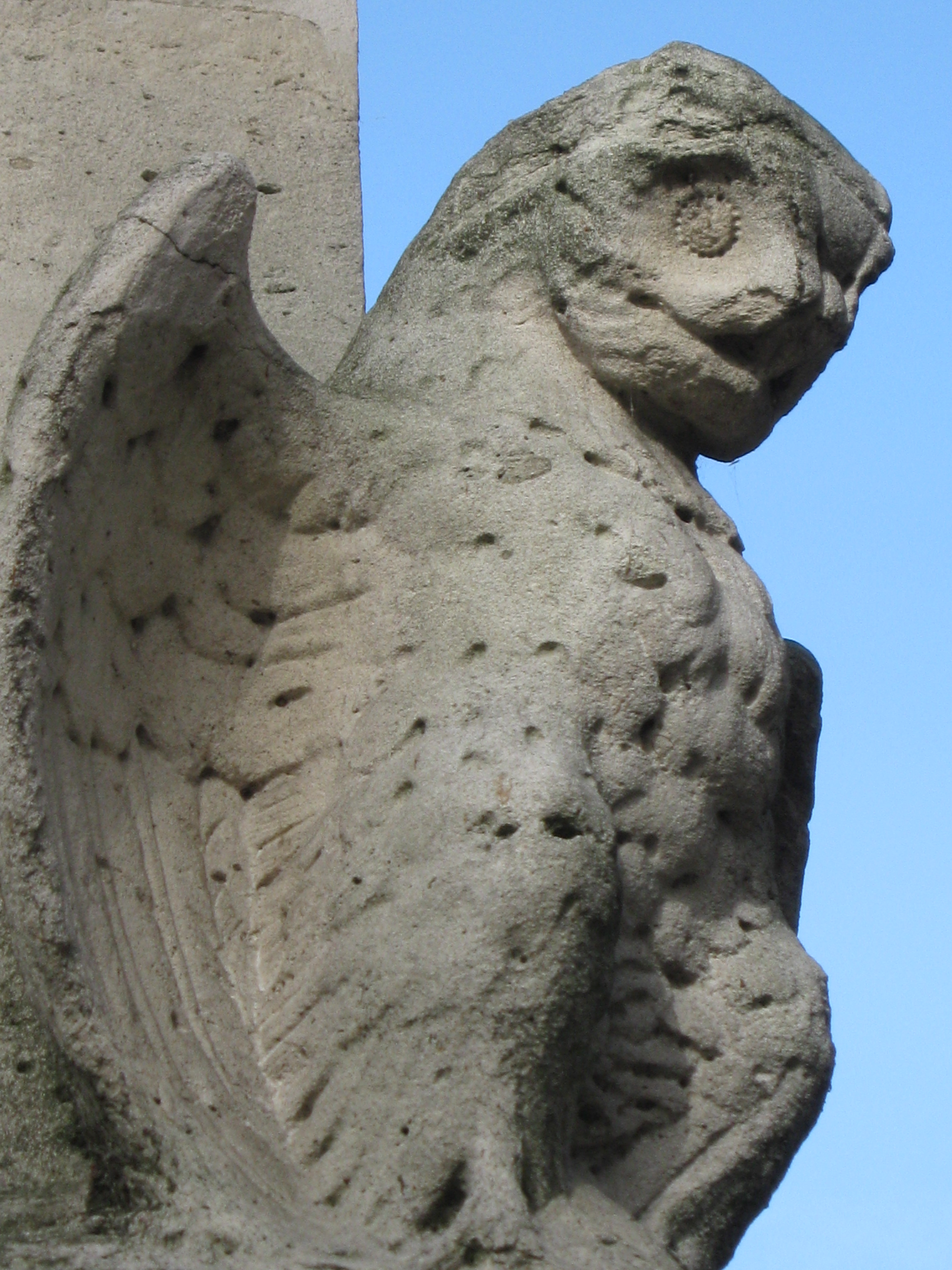
ロベールの墓石の一部
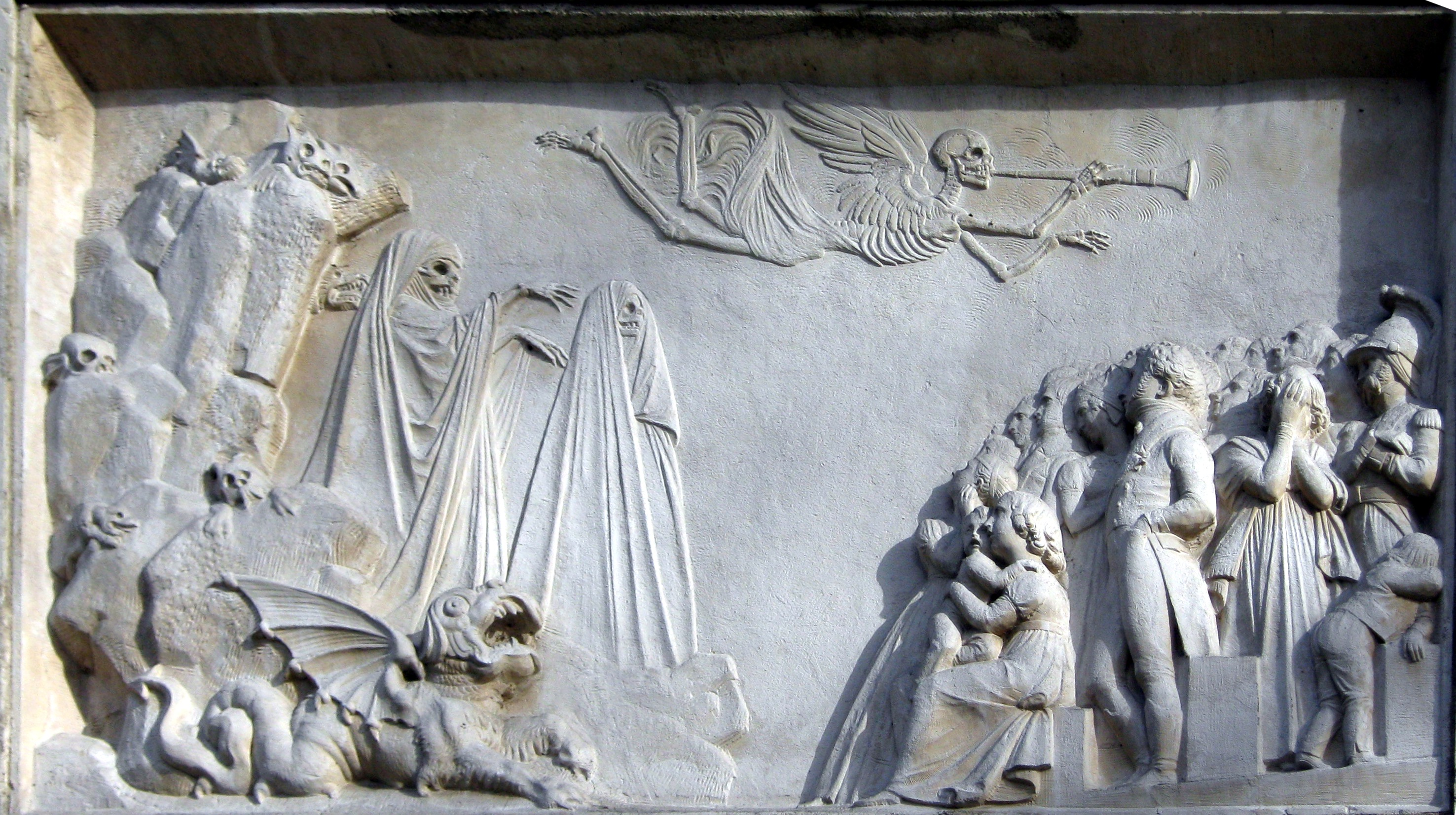
ロベールの墓石の一部